# ブリジット (GUILTY GEAR)
ブリジット（Bridget）は、アークシステムワークスの2D対戦型格闘ゲーム「GUILTY GEARシリーズ」に登場する人物。
2002年の『GUILTY GEAR XX』で初登場した際、少女にしか見えない外見ながら実は少年であるという設定が大きな衝撃と影響をもたらした。後の「男の娘」ブームの起点であり、「男の娘」の直接の先祖となったという考察がなされている。2022年に『GUILTY GEAR -STRIVE-』で再登場した際にはトランスジェンダーの女性という設定となり、各国で再び論争を巻き起こした。

## 作中の設定

### 来歴
GUILTY GEAR XX
元はとある村の富豪の息子で、双子の兄がいる。しかし村には男の双子を不吉とする迷信があったため、両親に女の子として育てられる。そのため少女然とした風貌や言動が身に付いてしまった。それにより両親が心を痛め続けているのを救うために、自分がちゃんと男として生きていこうと決心する。そして男の双子が不吉という迷信を覆すために、懸賞金が解除されていることに気づかないまま、高額の懸賞金目当てにギア・ディズィーの捕獲に旅立つ。
GUILTY GEAR XX Λ CORE PLUS
　
GUILTY GEAR -STRIVE-
ディズィーを捕らえることはできなかったが賞金稼ぎとしての才能が開花したことにより実家に大量の仕送りをし、自身を悩ませた故郷の風習もなくなった。同時に自身の目標も失ってしまい、賞金稼ぎを続けながらやりたいことを探す旅をしている。

### 人物像
一人称は「ウチ」（ウにアクセントが付く）。性格は明るく楽しいことが大好きで、やや天然ボケ。武器はヨーヨーのように扱える「YOYO」。
賞金稼ぎとしては若く、監視組織である終戦管理局からは本来取り上げられるほどもない知名度であったが、賞金稼ぎとして身を立てるため危険度S++クラスのギア・ディズィーを追っているということで、最低の「Dクラス」ながらも注意対象としての危険度が設定されている。
金色の髪にエメラルドグリーンの瞳をした童顔である。小柄で華奢な体つきをしており、格好は一見するとシスターのような帽子に、白を基調としたミニスカートのワンピースを着用し、丈が短いスパッツを穿いている。更に腰部には大きな手錠らしきものが付いている。
『GGXX』関連以降の時系列では、『GG2』後の『ギルティギア ヴァステッジ』にて成長した姿で顔見せ登場している。衣装が若干アレンジされている他、ロジャーもつぎはぎ状にアレンジとなっている。『GGST』の衣装は元の修道衣風の被りものの面影を残すフード付きパーカー型になった。
その容姿や振る舞いからゲーム中はよく女性と間違われるが、ジョニー、紗夢、ロボカイは肉体的には男性と見抜いている。このうちジョニーは最初ブリジットを女性だと思っていたが、最終的には見抜いた。
『GGST』では迷信が解けた後、改めて男として生きて行こうとしたところ、迷信を知る前までに自然に振舞っていた女性的な自分と、迷信がなかったらと本来自然と振舞っていたかもしれない男性的な生き方で違和感を覚えており、ゴールドルイスとカイとの交流を経て自分に嘘はつかないと決意し、「女」と自認するようになった。

### ロジャー
ブリジットが大切にしている熊のぬいぐるみ。何故か喋って動く。声質は渋く、口調もいかめしい。必殺技で召喚された時には自転車をこいだり、パンチを繰り出す。『パチスロ ギルティギア ヴァステッジ』では、年季が入ったためかツギハギになっている。

### 性能
画面内にYOYOを配置でき、そこから「ローリング移動」・「ロジャーラッシュ」・「ジャッグ ド ロジャー」・「ロジャーハグ」・「ロジャーゲット」・「俺とキルマシーン」といった専用の必殺技を繰り出すことができる。素の防御力はやや低いものの、通常技のリーチは長く切り返し手段が豊富であるため総合的な防御能力は高い。攻撃力も若干低いが、YOYOを駆使することで対戦相手のガードを崩すことができ、そこから繋げる事でチャンスを増やすことが可能である。『STRIVE』ではシステムとしての「YOYO配置」は残されたものの、対応必殺技は「ローリング移動」のみとなった。
テーマミュージックは「Simple Life」（XX~ΛC）、「The Town Inside Me」（STRIVE）。登場ステージはVERDANT（XX～ΛC）、England：大展望台(ISUKA)、L'oro Di Illyria（STRIVE）。

## 担当声優
| 作品         | ブリジット | ロジャー     |
| ------------ | ---------- | ------------ |
| GGXX - SLASH | 小西寛子   | 石原明広     |
| ΛC           | 加藤有希子 | 井口屋タクミ |
| STRIVE       | 石見舞菜香 |              |

## 制作経緯
- 企画当初は男性であることをスタッフにも隠したまま、多くのスタッフが女性キャラと思って開発を進めていた経緯がある[4]。
- 『GGST』では葛藤の末に性自認が女性であると結論を出す物語が展開されたが、ブリジット登場時からこの方向性の結論になることは決まっていた[6]。
- プロスピナーの長谷川貴彦が監修を行っており、彼が完成させた技『ソロハム』を登場デモで披露している。石渡太輔は次のように語っている。新キャラクターを出すにあたって僕の知り合いでヨーヨー世界一の人間がいるんですけど、その人をモデルにして何かキャラクターを作って欲しいという話がありまして。
で、実際にその方が家に遊びに来てくださって、ヨーヨーの技を見せるときに「ちょっと表の公園でやりましょう」という話になって、表の公園で見せてくれたんです。
そしたら公園に集まってきた子供たちがワーッて集まって来て、その人を中心に。そんなすごい光景を見て、キャラクターを膨らませていきました。 — 石渡太輔[6]
- 誕生日が、担当声優であった小西寛子と同じである。
- ロジャーの名前はQUEENのドラム担当のロジャー・テイラーに由来する。

## 受容
公式ホームページの人気投票において、ソル＝バッドガイなどの主役を差し置いて1位になっている。「GUILTY GEAR Xrd -REVELATOR-」プレイアブル化キャラクター選抜総選挙にて、ディズィーに次ぐ2位となっていた。

### 男の娘ブームの起点として
ブリジットはのちに「男の娘」の一例として知られるようになった。オタク文化史研究家の吉本たいまつは、現代の「男の娘」の直接の先祖となるキャラクターはブリジットであるとしている。ライターの宮本直穀も、ブームの軸を遡るとブリジットに行き当たると述べている。
| # | 日付          | スレッドのタイトル                    |
| - | ------------- | ------------------------------------- |
| 1 | 2002年1月26日 | ブリジットが男確定、で自殺した奴の数→ |
| 2 | 2002年2月11日 | ブリジットが男確定、で転生した奴の数→ |
| 3 | 2002年3月6日  | 鰤たんと俺たちで創る理想郷            |

『GUILTY GEAR XX』のリリースを報じたニュースメディアに掲載されたブリジットのイラストは、どう見ても少女の姿であった。そのため、GUILTY GEARシリーズのファンは美少女キャラクターが新作に登場すると沸き立った。ところが稼働直前になり、ブリジットが実は男であったことが判明し、彼らは大きな衝撃を受けた。当時の「2ちゃんねる」での反応を調査したライターの来栖美憂・吉本によれば、最初は「男だと分かって絶望」のような否定的な感想が多く見られた。ところが次第に、「男の子でも萌えるのでは？」「むしろ男だからいい！」などの肯定的な雰囲気へと変わっていったという。そしてブリジットは、ゲーマーのコミュニティからオタク全体へと認知を広げていった。

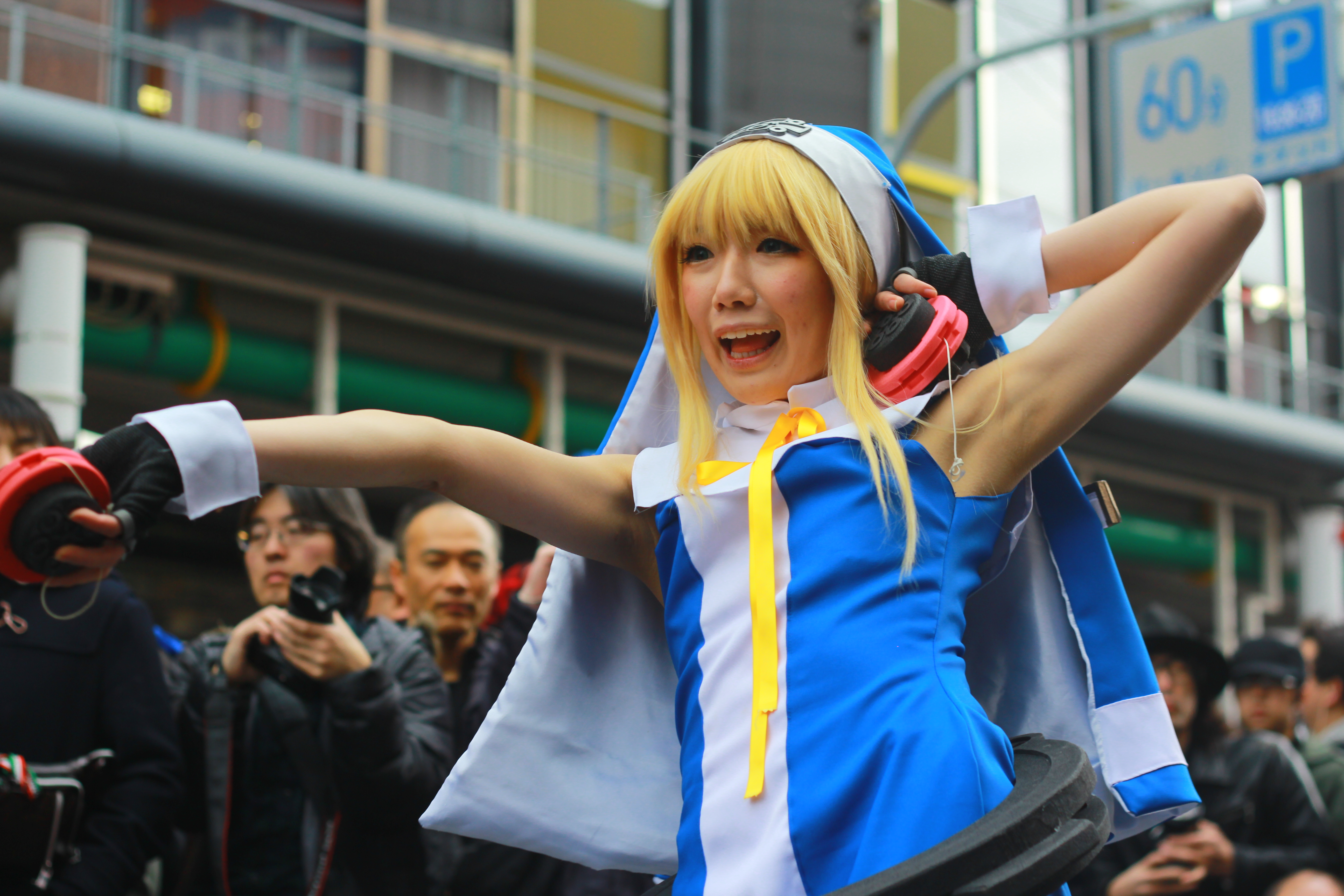
ブリジットのコスプレ。

吉本は、かわいい少年を女装させたら一層「いい」ことが、ブリジットの登場によって発見されたと解説している。来栖も吉本とともに、女装した少年に「萌え」るという意識を作り出し、男性向けジャンルの萌え属性（萌え要素）のひとつに押し上げたのはブリジットだと述べている。画像掲示板の「ふたば☆ちゃんねる」では、「こんな可愛い子が女の子のはずがない」という「男の娘」を象徴する倒錯フレーズが生まれたが、吉本によれば、このフレーズもブリジットに端を発している。
そして2002年11月、ブリジットをメインに据えた、女装・ふたなり・女体化の同人誌即売会（いわゆるオンリー即売会）「鰤計画」が開催され、盛況となった。鰤計画には多くの女装コスプレイヤーが参加していた。1990年代後半のメイドブーム以降、女装コスプレイヤーの数は増加傾向を示していたが、多くのコスプレイベントは主に外見上の快・不快の問題から、彼らを締め出していた。鰤計画はそのような状況に一石を投じることとなった。また鰤計画にはのちの「男の娘」ブームを支えることになる人々が多数参加していた。ブリジットの人気は、二次元と三次元のクロスオーバーを発生させ、「男の娘」文化を形成していく人々の出会いの場をも生み出したのである。来栖は、「男の娘」という言葉の定着はブリジットに依るところが大きいと述べている。

### ブリジット論争
2022年8月、世界最大規模の格闘ゲーム大会「EVO 2022」で、『GUILTY GEAR -STRIVE-』にブリジットが追加実装されることが発表された。この影響でTwitterでは「Bridget」がワールドワイドでトレンド1位を獲得し、Steamにおけるゲームの売り上げも1位となり、平均約1,600人だったプレイヤー数は10,000人を超えた。
ところがブリジットの台詞に「お嬢ちゃんでいいですよ。ウチは、女の子ですから！」というものがあり、トランスジェンダーのカミングアウトと受け取られたことで騒動が発生した。この発表の台詞内容に対し、欧米では女性であるブリジットが「Trap」のような差別的呼称（トランスフォビア）から解放されたというような論調で取り上げられ、一方で一部のユーザーはこれに批判的な態度であったため、Kotakuなどのメディアは「設定の変更」を拒絶する彼らに対する批判を展開した。クィアに対する多様性の在り方を示したKotakuでの一文を挙げると、「アメリカ合衆国政府がクィアの体験を対象にした攻撃的な法案を提出している中、メディア、特にビデオゲームにおいてのクィア的な表現がされているのは恩恵ととらえるべきだ。我々の社会の中で自身のありのままの姿をそのまま受け入れていい、同時にその認識が受け入れられて、愛してくれている、という再確認につながるからだ。」
アーク社は当初はプレイヤーの解釈に任せるというスタンスだったが、ブリジットの性自認はどちらなのか、多くの問い合わせがアーク社に寄せられる事態となった。また、話題だけが先行し、ゲームを買って遊んでいない層の議論が活発になり、アーク社が出すメッセージとは異なる方向で捉えられることが増え、なりすましも出る事態となった。それらを終息させるため、同年9月、シリーズ統監督の石渡太輔は「アーケードモードのブリジットストーリーを経て、ブリジットは自分を女性と自認するようになりました」と明言し、ブリジットはアーケードモードのストーリーで自分自身と向き合い、勇気を振るった決断をしたのだと解説した。ブリジットの代名詞はいまや「彼女」であるとしている。
『エレメンタルストーリー』『テイルズ オブ ザ レイズ』でコラボレーションとして登場した際には、性別の欄が「女性」と記載された。
なお「GUILTY GEARシリーズ」として初のLGBTQキャラクターとなったものではなく、すでにノンバイナリーのテスタメントが存在する。

## ギャラリー

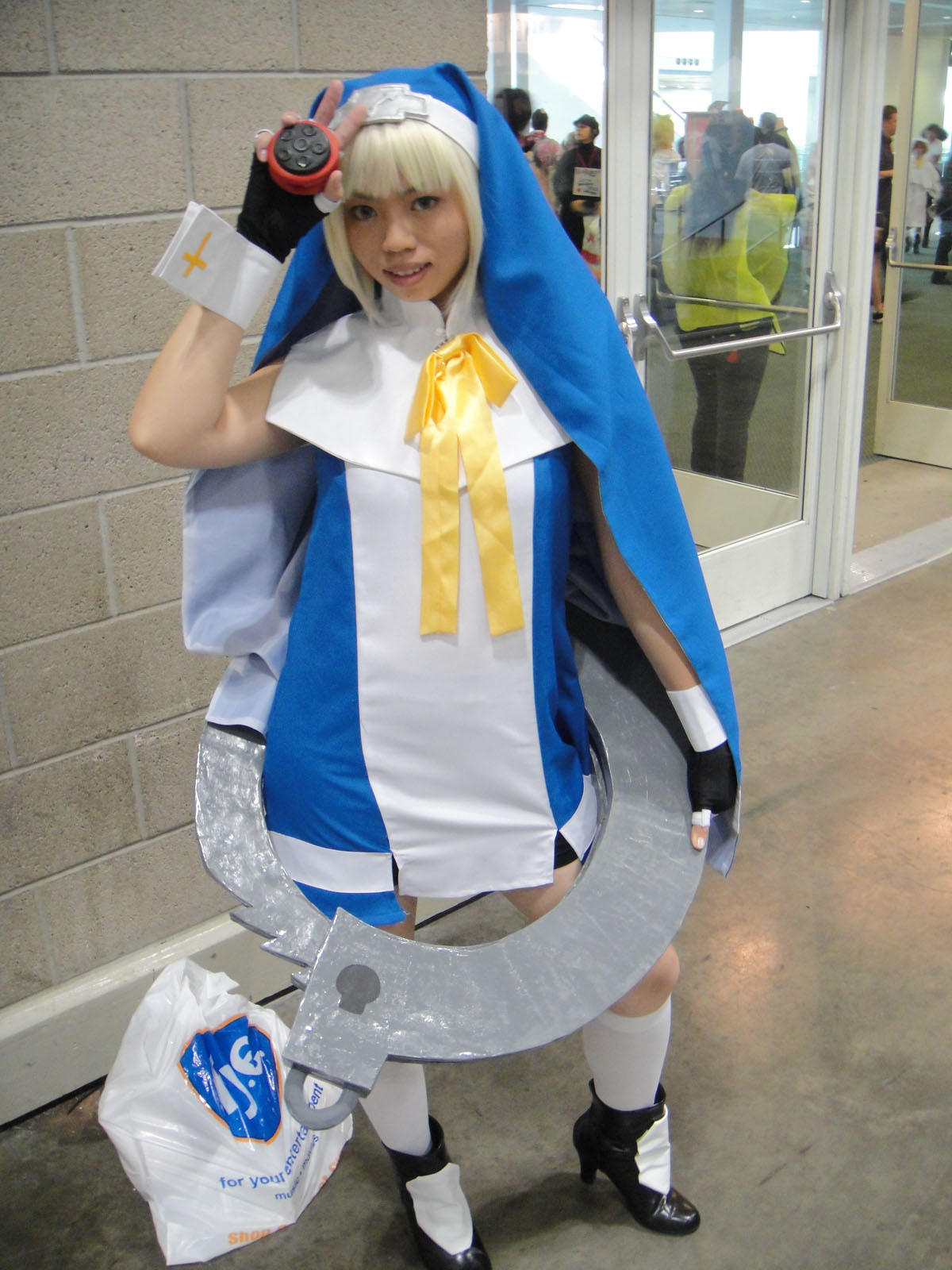
Anime Expo 2010 - LA
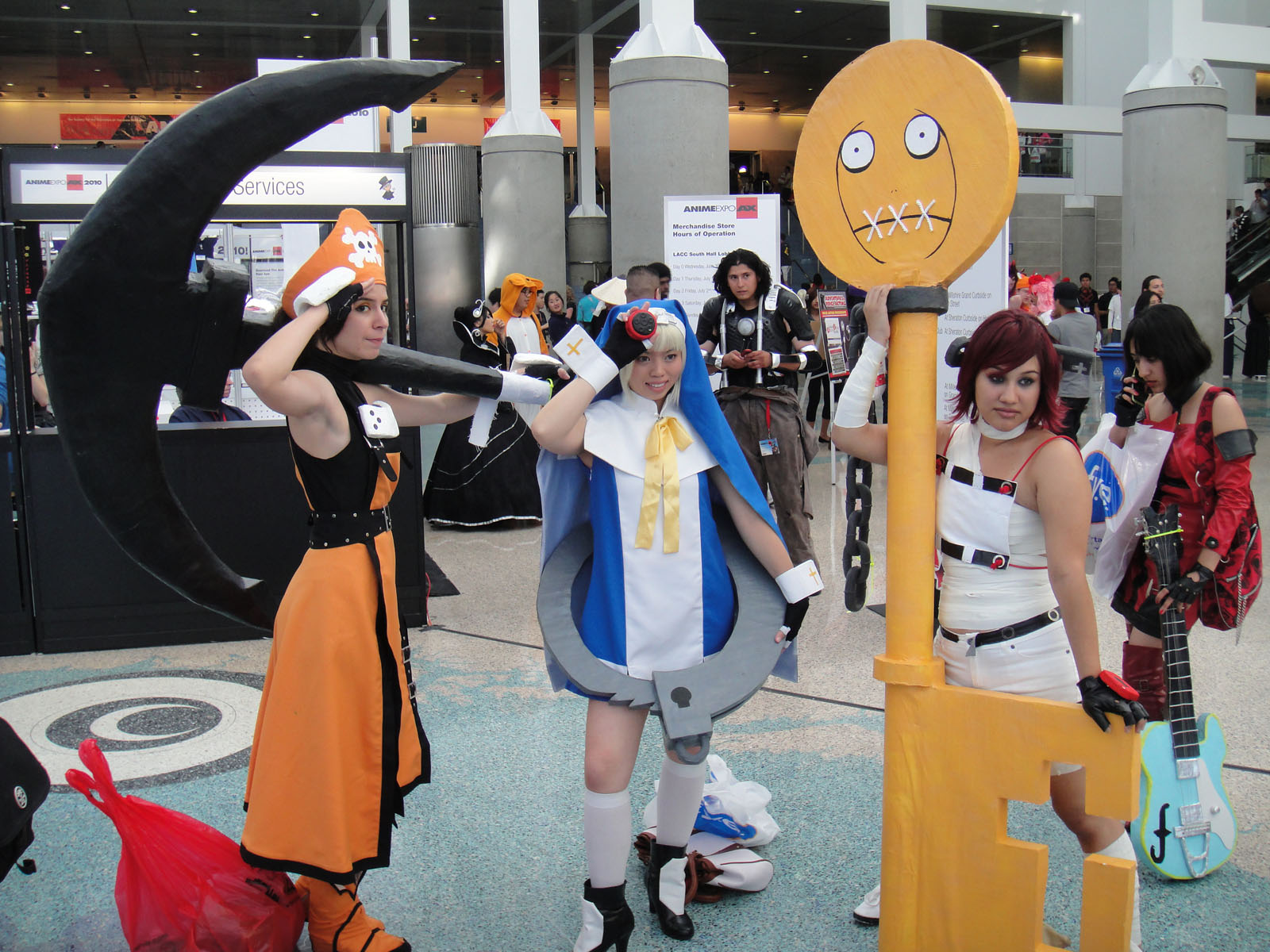
Anime Expo 2010 - LA
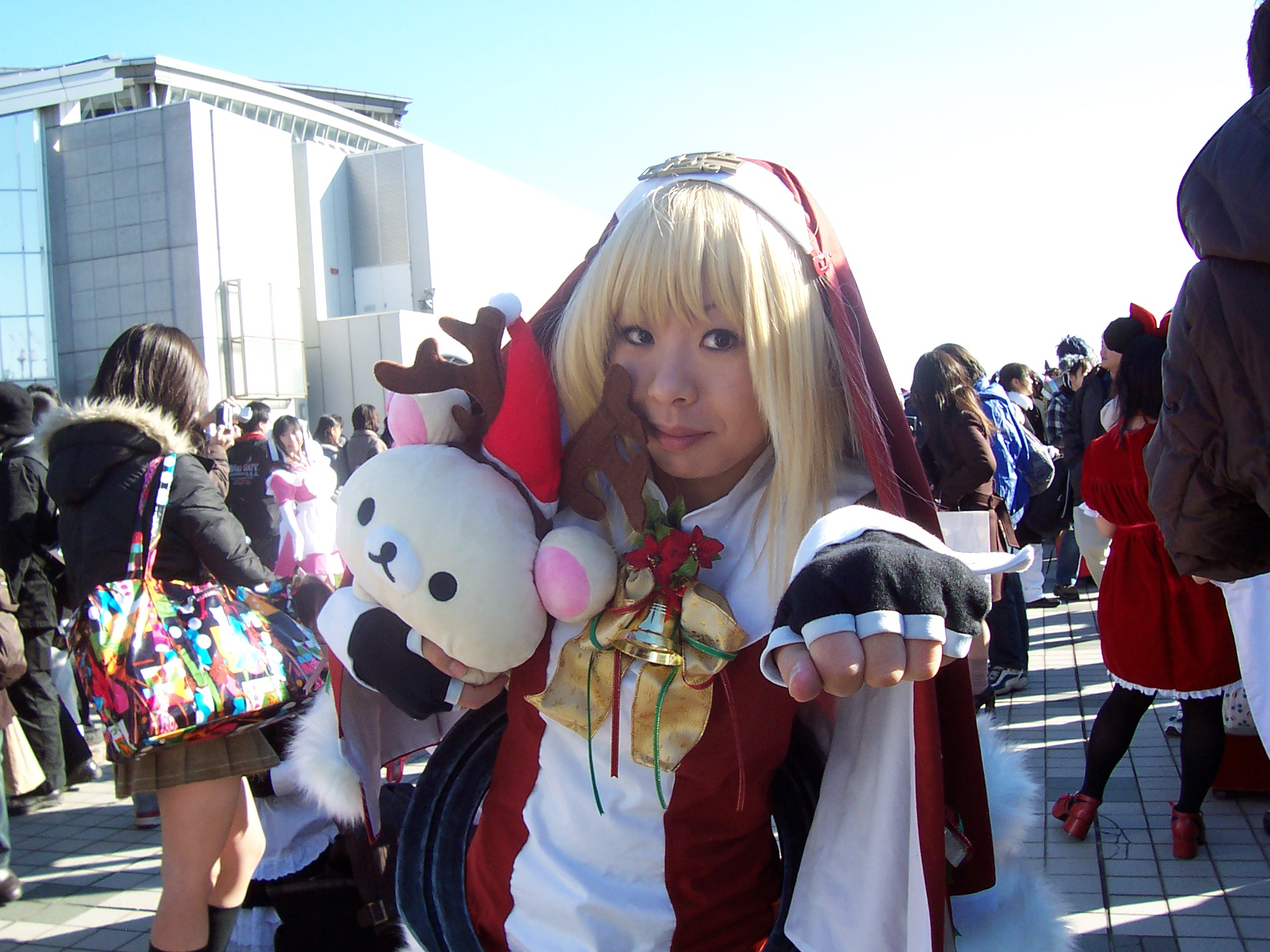
コミックマーケット 2005冬
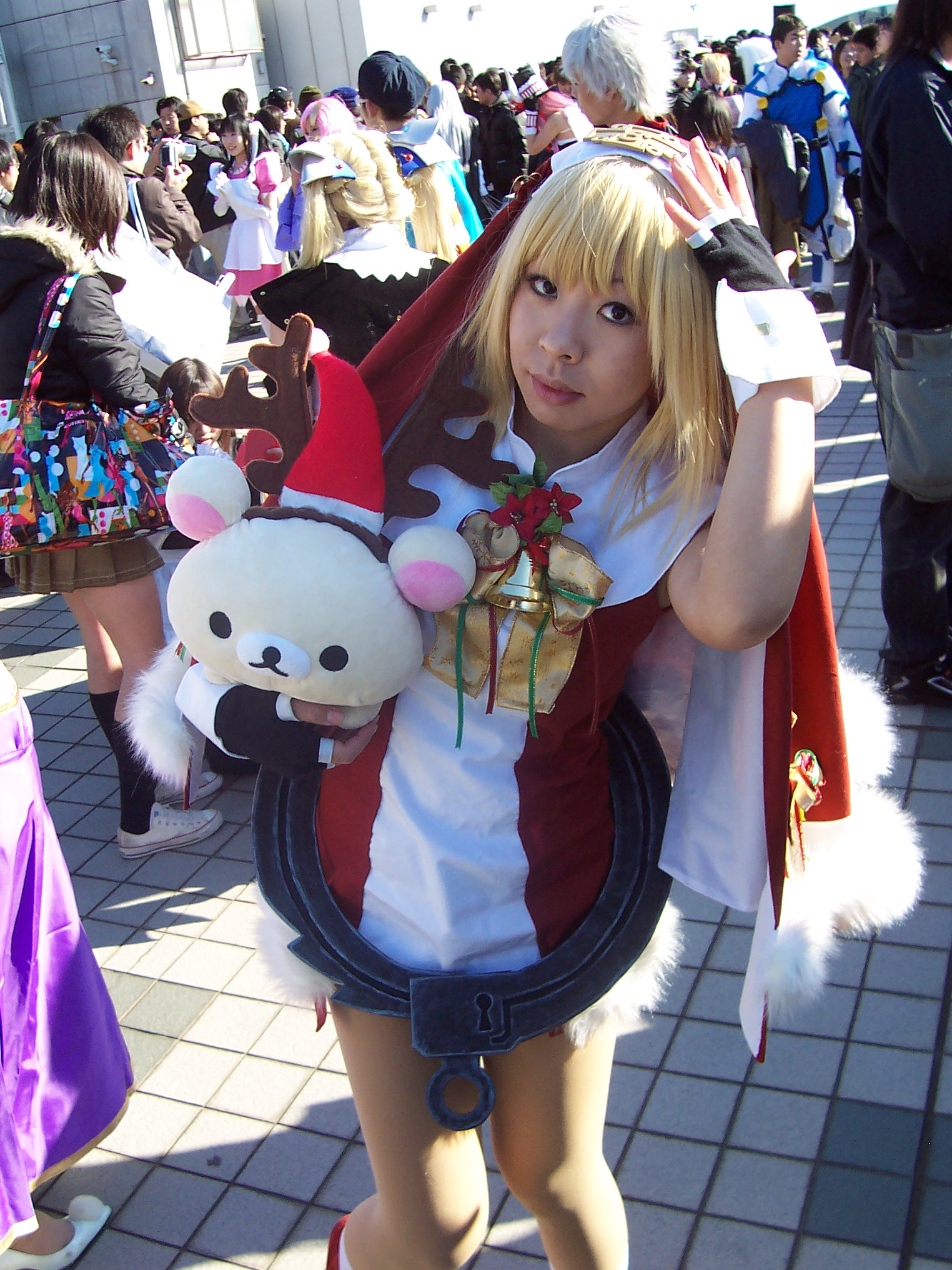
コミックマーケット 2005冬
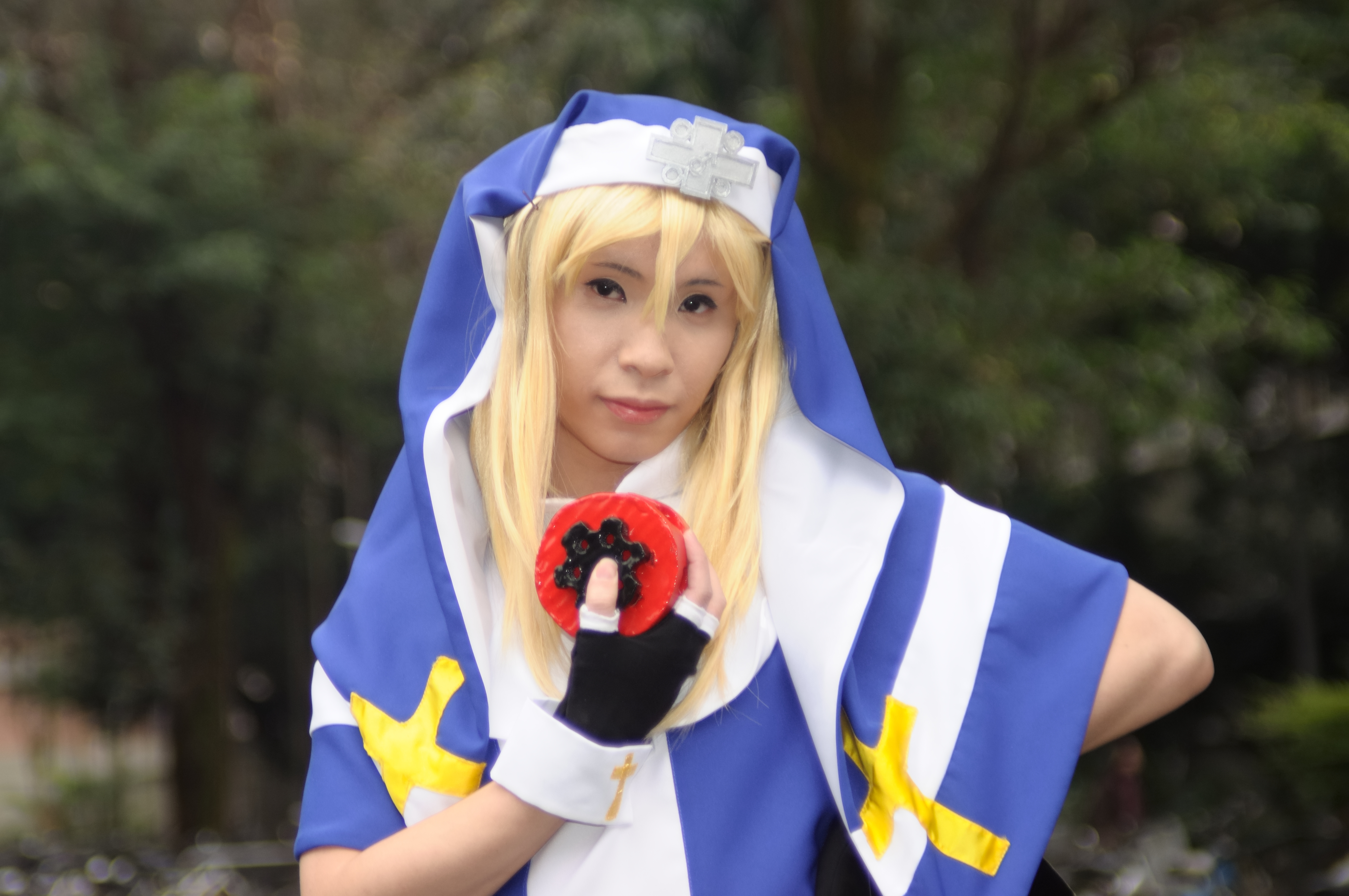
第30屆台灣同人誌販售會
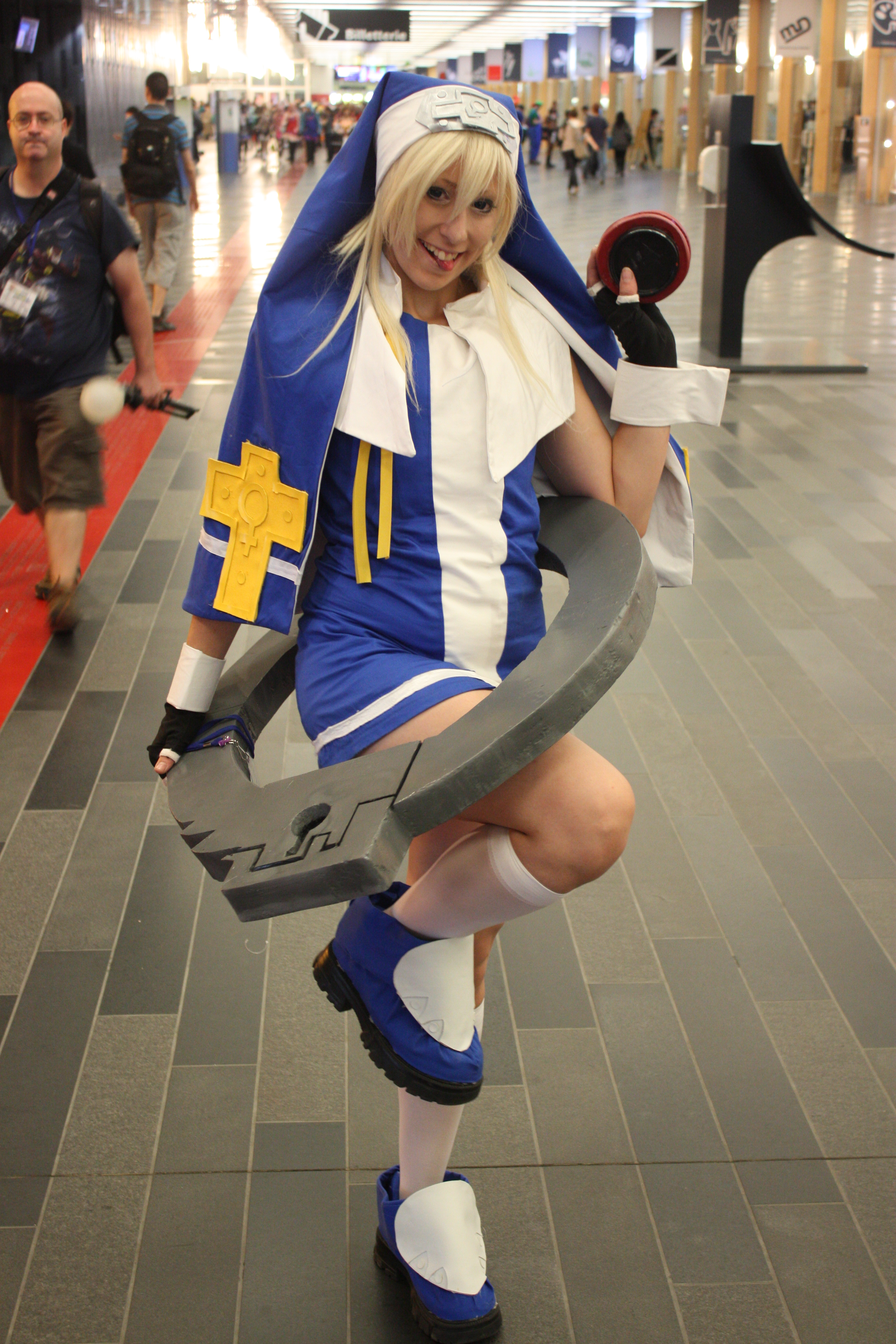
Otakuthon 2014